# Долина Ред-Рівер

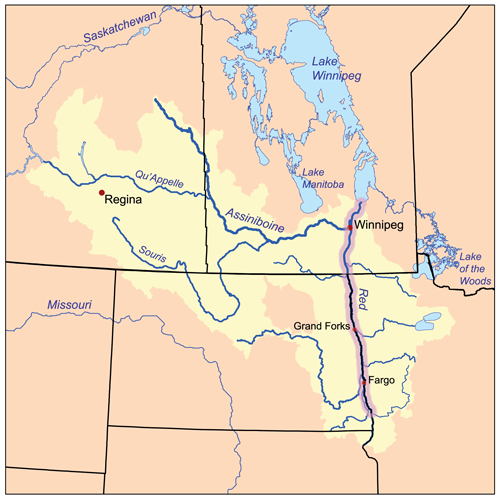

Долина Ред-Рівер (англ. Red River Valley) — географічний регіон Центральної Північної Америки, водозбірний басейн Ред-Рівер. Адміністративно поділений між Канадою і США. Став кордоном між штатами Міннесота і Північна Дакота після включення цих територій до складу США. Долина має важливе сільськогосподарське значення для економіки цих штатів і канадської провінції Манітоба.
Великі населені пункти — Мурхед, Фарго і Гранд-Форкс в Північній Дакоті, Вінніпег в Манітобі. Вони розвинулися в кінці XIX століття, коли в регіон збільшився приплив європейців. Поселенців залучали наявність великих залізниць, дешевої землі і усунення претензій з боку корінного населення. В долині утворилися великі сільськогосподарські структури, відомі як bonanza farms, що спеціалізуються на вирощуванні зернових культур.
Більш 10000 років тому на території долини розташовувалося озеро Агассіс. В долині з давнього часу жили люди, зокрема, народ оджибве. Річка Ред-Рівер протікає через долину на північ до озера Вінніпег. Географічні та сезонні умови сприяють руйнівним повеням, які фіксуються з середини XX століття.

## Раннє європейське поселення
Французькі торговці хутром контактували з корінним індіанським населенням у всьому районі Великих озер. Вони часто жили з племенами і навіть брали в дружини місцевих жінок. До середини XVII століття метиси, нащадки французів і Крі, а також інших корінних народів, оселилися в Долині Ред-Рівер. Метиси утворили власний етнос і створили унікальну культуру, продовжуючи хутровий промисел і торгівлю хутром, а також почавши ведення сільського господарства в цій місцевості.
Англійці захопили французьку територію на схід від Міссісіпі після перемоги в Семирічній війні. На початку XIX століття прибуткова торгівля хутром приваблювали незмінний інтерес, і Лорд Селкірк заснував в 1811 році колонію Ред-Рівер. Перед цим, у 1803 році, Сполучені Штати придбали колишні французькі території на захід від річки Міссісіпі в результаті угоди з Францією. Частково під їх контроль перейшли деякі ділянки Долини Ред-Рівер.

## Географічне значення для США
Уряд США під термін «Долина Ред-Рівер» розуміє області на північно-заході Міннесоти і північному сході Північної Дакоти, якою були придбані за англо-американської конвенції 1818 року, встановила північний кордон США і Канади.
Ці землі опинилися в США згідно з другою статтею договору, що визнав 49-ю паралель в якості офіційного кордону між США і Канадою в Скелястих горах. У 1846 році кордон був продовжений до Тихого океану за Орегонським договором. Територія, придбана за договором, мала площу 11 762 950 га і становила 1,3 % від загальної площі США. Її центром була Ред-Рівер, раніше вона перебували під контролем Великої Британії. Частина території, отриманої в результаті Луїзіанської покупки, на захід від долини Ред-Рівер, виявилася північніше 49-ї паралелі. США передали її Великій Британії в обмін на Долину Ред-Рівер. Ця земля стала однією з небагатьох північноамериканських територій, що відійшли від США до іноземної держави.

## Схильність до повеней

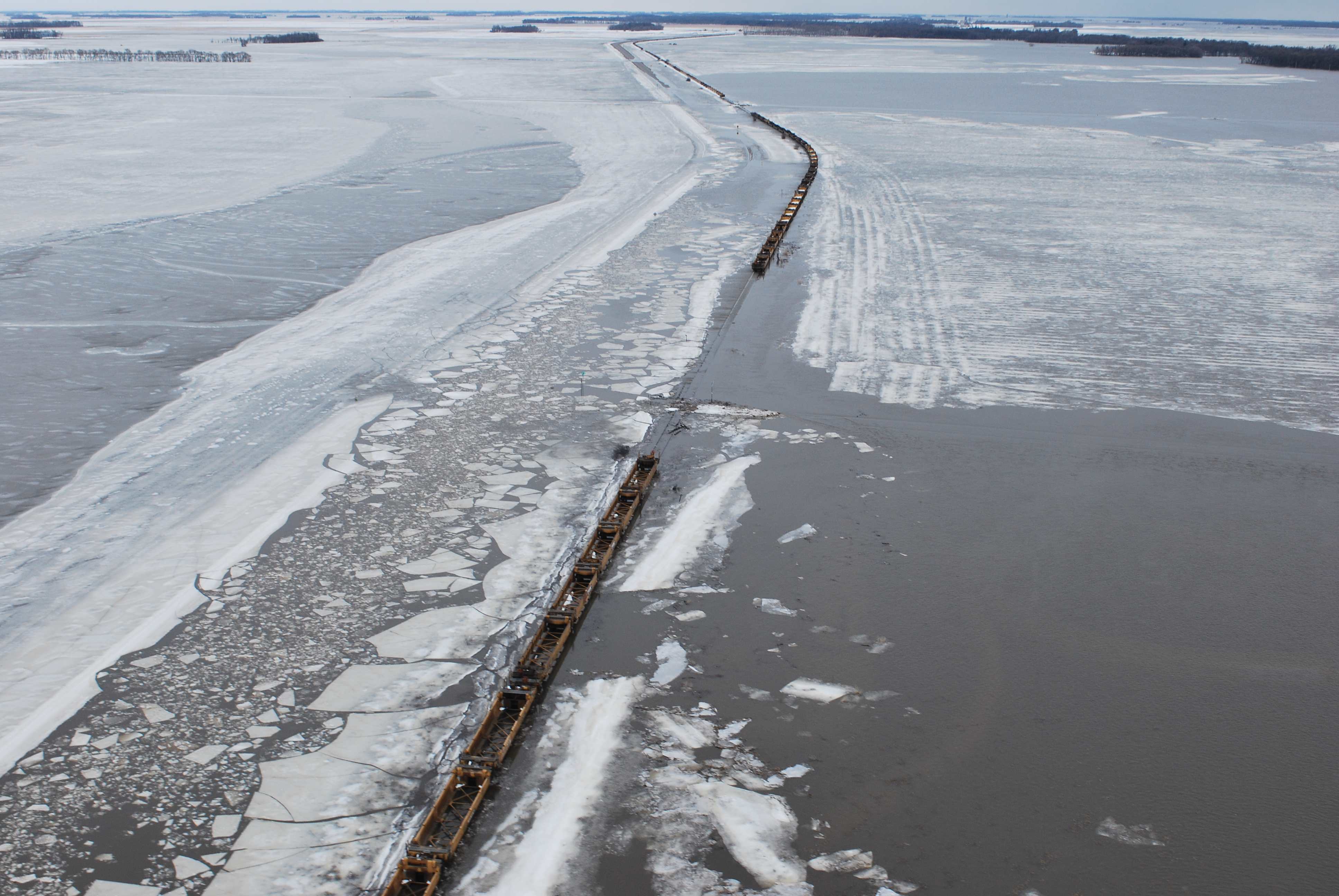
Поїзд на затоплених коліях в Північній Дакоті під час повені навесні 2009 року

Чотири фактори, пов'язані з фізико-географічним положенням, роблять Долину Ред-Рівер схильною до затоплення:
1. Збіг течії з ходом весняного танення снігів. Ред-Рівер тече на північ. Весняне танення снігів також поширюється з півдня на північ. В результаті, стоки з південної частини долини поступово приєднується до талої води з північних районів уздовж Червоної річки. При збігу цих подій, в північній частині долини відбуваються сильні повені.
2. Крижані затори. Також через напрямки течії крижини, що утворилися на півдні, потрапляє в північну частину річки, де до нього додаються свіжоутворювані крижини Центральної і Північної течії. Така концентрація льоду перешкоджає току води.
3. Рівнина льодовикового озера. Дно льодовикового озера Агассіс — один з найбільш плоских у світі. Ред-Рівер прорізала в ньому неглибоке, звивисте ложе. В результаті, коли річка виходить з берегів, вода заповнює величезний простір.
4. Зменшення ухилу річки в нижній течії. Середній ухил Ред-Рівер становить 7,9 см на 1 км. На ділянці Дрейтон — Пембина ухил складає всього 2,4 см на 1 км. В результаті вода накопичується цьому районі під час паводку.